# China Shipping Development
China Shipping Development ist ein chinesisches Unternehmen mit Firmensitz in Shanghai, Volksrepublik China.
Das Unternehmen produziert, betreibt und verkauft als Reederei Schiffe weltweit. China Shipping Group Company, gegründet am 1. Juli 1997, ist das Holdingunternehmen von China Shipping Development. Zum Mutterkonzern gehören unter anderem auch die chinesischen Unternehmen China Shipping Container Lines und China Shipping Haisheng.